# Demario Davis
Demario Davis (* 11. Januar 1989 in Collins, Mississippi) ist ein US-amerikanischer American-Football-Spieler in der National Football League (NFL). Er spielt für die New Orleans Saints als Linebacker. Zuvor stand er schon bei den New York Jets sowie den Cleveland Browns unter Vertrag.

## College
Davis, der als Schüler auch bei Basketball und Leichtathletik hervorragende Leistungen zeigte, besuchte die Arkansas State University und spielte für deren Mannschaft, die Red Wolves, erfolgreich College Football, wobei er zwischen 2008 und 2011 insgesamt 229 Tackles setzen und 7,0 Sacks erzielen konnte. Außerdem gelangen ihm vier Interceptions sowie ein Touchdown.

## NFL

### New York Jets
Beim NFL Draft 2012 wurde er in der 3. Runde als insgesamt 77. Spieler von den New York Jets ausgewählt und konnte sich als Profi sofort durchsetzten. Davis kam in seiner Rookie-Saison in allen Spielen zum Einsatz, drei Mal sogar als Starter. Auch in den folgenden drei Jahren bestritt er für die Jets jedes Spiel, wobei er in jeder Spielzeit an die 100 Tackles setzen konnte.

### Cleveland Browns
2016 unterschrieb er bei den Cleveland Browns einen Zweijahresvertrag in der Höhe von 8 Millionen US-Dollar und konnte nahtlos an seine guten Leistungen anschließen.

### Rückkehr zu den Jets
Schon ein Jahr später kehrte Davis im Tausch gegen Calvin Pryor wieder zu den Jets zurück und spielte auch 2017 mit 135 Tackles und 5,0 Sacks auf gewohnt hohem Niveau.

### New Orleans Saints
Im März 2018 unterschrieb Davis einen Dreijahresvertrag über 24 Millionen US-Dollar bei den New Orleans Saints.
2019 führte er mit 111 Tackles sein Team in dieser Statistik an. In den folgenden Jahren wurde er für sein Team immer wichtiger und erhielt mehr und mehr Spielzeit. So war er etwa 2022 der einzige Spieler der gesamten Liga, der bei jedem Snap der Verteidigung seines Teams auf dem Feld war.

### Statistiken
| Year  | Team  | Games | Games | Tackles | Tackles | Tackles | Tackles | Tackles     | Interceptions | Interceptions | Interceptions | Interceptions | Fumbles | Fumbles | Fumbles |
| Year  | Team  | GP    | GS    | Ges     | Solo    | Ast     | Sck     | T. For Loss | PDef          | Int           | Yds           | TD            | FF      | Rec     | TD      |
| ----- | ----- | ----- | ----- | ------- | ------- | ------- | ------- | ----------- | ------------- | ------------- | ------------- | ------------- | ------- | ------- | ------- |
| 2012  | NYJ   | 16    | 3     | 26      | 22      | 4       | 0,0     | 1           | 0             | 0             | -             | -             | 0       | 1       | 0       |
| 2013  | NYJ   | 16    | 16    | 107     | 63      | 44      | 1,0     | 5           | 1             | 1             | 0             | 0             | 0       | 0       | -       |
| 2014  | NYJ   | 16    | 16    | 116     | 78      | 38      | 3,5     | 5           | 5             | 0             | -             | -             | 0       | 2       | 0       |
| 2015  | NYJ   | 16    | 16    | 89      | 57      | 32      | 2,0     | 7           | 2             | 0             | -             | -             | 0       | 1       | 0       |
| 2016  | CLE   | 16    | 15    | 99      | 59      | 40      | 2,0     | 7           | 2             | 0             | -             | -             | 1       | 0       | -       |
| 2017  | NYJ   | 16    | 16    | 135     | 97      | 38      | 5,0     | 13          | 3             | 0             | -             | -             | 0       | 1       | 0       |
| 2018  | NO    | 16    | 16    | 110     | 74      | 36      | 5,0     | 11          | 4             | 0             | -             | -             | 2       | 1       | 0       |
| 2019  | NO    | 16    | 16    | 111     | 87      | 24      | 4,0     | 11          | 12            | 1             | 1             | 0             | -       | -       | -       |
| 2020  | NO    | 16    | 16    | 119     | 73      | 46      | 4,0     | 10          | 5             | -             | -             | -             | -       | -       | -       |
| 2021  | NO    | 16    | 16    | 105     | 70      | 35      | 3,0     | 13          | 7             | -             | -             | -             | -       | -       | -       |
| 2022  | NO    | 17    | 17    | 109     | 54      | 55      | 6,5     | 10          | 6             | 1             | 4             | 0             | 0       | 1       | 0       |
| 2023  | NO    | 17    | 17    | 121     | 74      | 47      | 6,5     | 12          | 4             | 0             | 0             | 0             | 1       | 1       | 0       |
| 2024  | NO    | 16    | 16    | 136     | 69      | 67      | 2,0     | 5           | 7             | 1             | 0             | 0             | 0       | 0       | 0       |
| Total | Total | 210   | 196   | 1393    | 887     | 506     | 44,5    | 110         | 58            | 4             | 5             | 0             | 4       | 8       | 0       |

| Year  | Team  | Games | Games | Tackles | Tackles | Tackles | Tackles | Tackles | Interceptions | Interceptions | Interceptions | Interceptions | Fumbles | Fumbles | Fumbles |
| Year  | Team  | GP    | GS    | Ges     | Solo    | Ast     | Sck     | TFL     | PDef          | Int           | Yds           | TD            | FF      | Rec     | TD      |
| ----- | ----- | ----- | ----- | ------- | ------- | ------- | ------- | ------- | ------------- | ------------- | ------------- | ------------- | ------- | ------- | ------- |
| 2018  | NO    | 2     | 2     | 22      | 14      | 8       | 0,0     | 1       | 1             | 1             | 1             | 0             | 0       | 0       | -       |
| 2019  | NO    | 1     | 1     | 7       | 4       | 3       | 0,0     | 1       | 2             | 0             | 0             | 0             | 0       | 0       | -       |
| 2020  | NO    | 2     | 2     | 14      | 12      | 2       | 1,0     | 1       | 0             | 0             | 0             | 0             | 0       | 0       | -       |
| Total | Total | 5     | 5     | 43      | 30      | 13      | 1,0     | 3       | 3             | 1             | 1             | 0             | 0       | 0       | -       |